# Bún thịt nướng

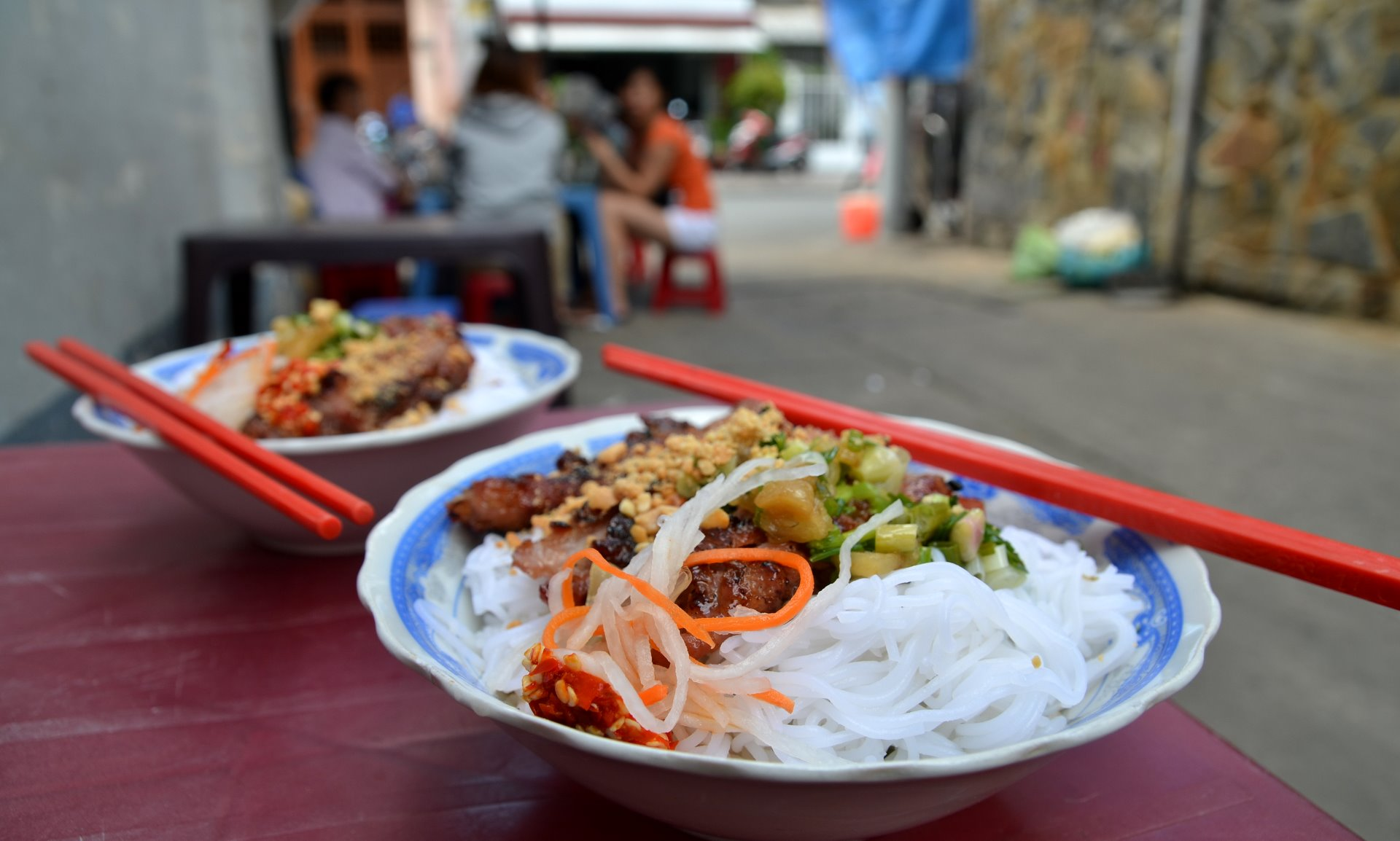
Bún thịt nướng tại Sài Gòn

Bún thịt nướng là một món ăn món ăn có nguồn gốc ở miền Nam Việt Nam, về sau đã phổ biến lan rộng tại nhiều nơi trên cả nước. Mỗi nơi đều có thể có cho mình một hương vị đặc trưng riêng tùy theo khẩu vị từng nơi. Món bún này có thể dùng làm điểm tâm, bữa chính hay bữa phụ đều phù hợp. Yêu cầu của món Bún thịt nướng là thịt được nướng vàng đều, có vị đậm đà cùng hương thơm của sả và vừng; nước mắm chua ngọt vừa ăn; và các loại rau dùng kèm đa dạng.

## Nguyên liệu

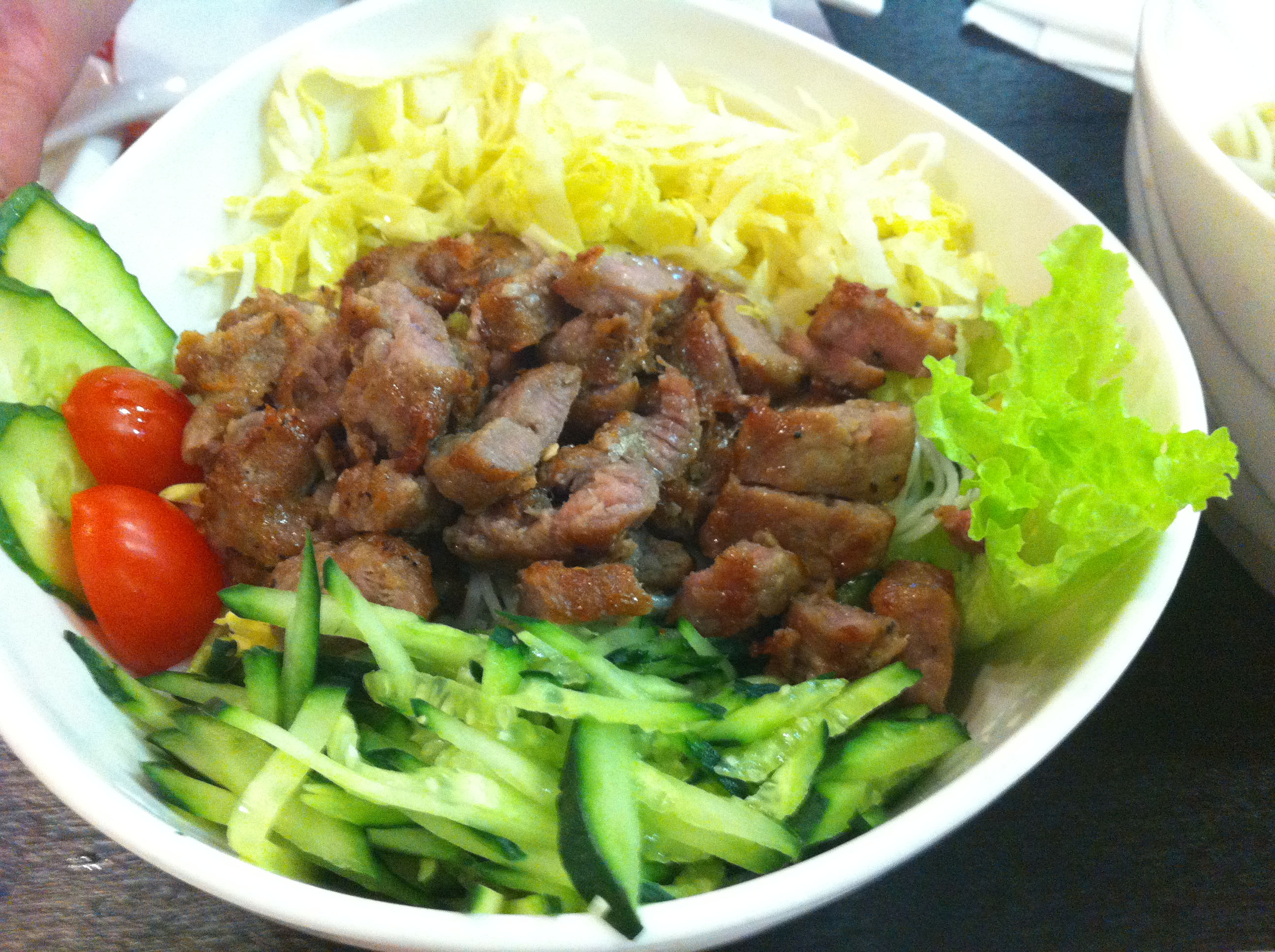
Bún thịt nướng bò kiểu Việt Nam tại Bắc Kinh

Nguyên liệu cần có của món Bún thịt nướng: 400g thịt nạc dăm, 800g bún tươi (sợi nhỏ), 100g hành lá, 100g đậu phộng rang, 200g cà rốt, củ cải chua, 3 thìa sả băm nhuyễn, 4 thìa nhỏ mật ong, 3 thìa canh vừng trắng, nước mắm, giấm, chanh, tỏi, ớt, xà lách, rau thơm, giá, dưa leo, muối, tiêu, đường, bột nêm, dầu ăn, que tre xiên thịt.

## Sơ chế
- Hành tím, tỏi, sả băm nhuyễn, sau đó vắt lấy nước cốt.
- Thịt nạc sau khi rửa sạch, thái miếng mỏng vừa ăn. Ướp vào thịt 4 thìa mật ong, 3 thìa sả băm nhuyễn, 3 thìa canh vừng, 1/2 thìa nhỏ tiêu, 1/2 thìa nhỏ muối, 1 thìa nhỏ bột nêm, 1 thìa nước cốt hành tỏi, 1 thìa nhỏ nước mắm, 1 thìa dầu ăn, hành lá. Trộn đều, để thịt tẩm thấm gia vị trong vòng 30 phút - 45 phút (có thể bọc kín thịt đặt vào tủ lạnh khoảng 2 tiếng - 3 tiếng).
- Xà lách, rau thơm, giá rửa sạch. Sau đó thái nhỏ xà lách và rau thơm. Dưa leo thái nhỏ, cà rốt và củ cải chua thái sợi. Đậu phộng rang vàng, giã nhỏ.

## Chế biến

### Dùng bếp than
- Phần thịt nướng: Ghim thịt vào xiên, đặt thịt trên vỉ của bếp than, trở mặt thịt liên tục cho đến khi chín vàng.
- Phần nước mắm chua ngọt: Pha theo tỷ lệ 1 thìa nước mắm, 1 thìa đường, 1 thìa nước lọc, 4 thìa giấm (hoặc chanh). Tỏi, ớt băm nhuyễn cho vào nước mắm.
- Phần mỡ hành: Đun 2 thìa dầu ăn rồi đổ vào chén hành, trộn thêm 1 thìa dầu nguội.

### Dùng lò vi sóng
- Phần thịt nướng: Ghim thịt vào xiên, xếp vào khay có lót giấy nướng ở nhiệt độ 190 °C trong vòng 20 phút - 30 phút.
- Phần nước mắm chua ngọt: Pha theo tỷ lệ 1 thìa nước mắm, 1 thìa đường, 1 thìa nước lọc, 4 thìa giấm (hoặc chanh). Tỏi, ớt băm nhuyễn cho vào nước mắm.
- Phần mỡ hành: Đun 2 thìa dầu ăn rồi đổ vào chén hành, trộn thêm 1 thìa dầu nguội.

## Cách dùng
- Xếp xà lách, rau răm thái nhỏ ở đáy tô, xếp tiếp dưa leo và giá, cho tiếp vào tô là bún, bên trên để thịt nướng, cho một ít mỡ hành, rắt một ít đậu phộng cùng cà rốt và củ cải chua.
- Khi dùng, ta cho nước mắm chua ngọt vào tô và trộn đều.
- Ngoài ra có thể cuộn với bánh phở hoặc lá nem cuốn

## Bí quyết
- Khi sơ chế: Món này thịt phải mỏng, nếu có thời gian nên cho thịt vào tủ đá khoảng 30 phút để thịt hơi cứng lại rất dễ thái mỏng. Đậu phộng rang để không bị cháy và có màu đẹp nên rang cùng với muối bọt.
- Khi nướng thịt: Để thịt thấm đều gia vị, tăng mùi thơm và không bị khô nên phết nước ướp thịt lên bề mặt thịt.